# Céu Azul
Céu Azul est une municipalité brésilienne située dans l'État du Paraná.